# آش رشتة
آش رشتة هي نوع من الشوربة تشتهر في إيران وهي حساء دسم ممتلئ بأنواع البقوليات والمعكرونة والخضروات الورقية. والرَِّشْتة عجين فطير يعمل رقاقاً ويقطع طولاً ويكسر حين يجف. هو حساء من المطبخ الإيراني، تتكوّن من معظم أنواع الحبوب كالحمص، الفاصوليا، اللوبياء والعدس بالإضافة إلى مكونات أخرى، ويمكن تناول اللبن مع هذه الشوربة، وإن هذه الشوربة غنية بالمعادن كالحديد والبروتينات وعدد كبير من الفيتامينات، تحتوي كل وجبة (250غ تقريباً) على 23غ من البروتينات.